# 阿梅勒叙莱唐
阿梅勒叙莱唐（法語：Amel-sur-l'Étang，法語發音：[amɛl syʁ letɑ̃]）是法国默兹省的一个市镇，属于凡尔登区。该市镇总面积14.74平方公里，2009年时的人口为174人。

## 地名
法语地名中介词“sur”（意为“在……上”）常接河名，译作“在……河畔”，但此处的“l'Étang”意为“池塘”而并非河名。

## 人口
阿梅勒叙莱唐人口变化图示